# Alex Karras
Alexander George „Alex“ Karras (* 15. Juli 1935 in Gary, Indiana; † 10. Oktober 2012 in Los Angeles, Kalifornien; Spitzname: The Mad Duck) war ein US-amerikanischer American-Football-Spieler und Schauspieler. Er spielte als Defensive Tackle in der National Football League (NFL) bei den Detroit Lions.

## Leben

### Jugend
Alex Karras wurde 1935 als Sohn einer Hausfrau und eines Arztes in Gary geboren. Sein Vater war griechischer Abstammung, seine Mutter stammte aus Kanada. Sein Vater starb 1948, als Alex 13 Jahre alt war. Alex Karras hatte noch fünf Geschwister, zwei seiner Brüder wurden später Footballprofis. Lou Karras spielte für die Washington Redskins, Ted Karras war unter anderem bei den Chicago Bears aktiv und spielte mit Alex 1965 bei den Detroit Lions. Er gewann im Jahr 1963 mit den Bears die NFL Meisterschaft. Alex Karras besuchte in seiner Heimatstadt die Highschool. Er spielte auf der Schule, aber auch in seiner Freizeit auf einem Parkplatz Football. Während seiner Schulzeit wurde er insgesamt zweimal in die Auswahl von Indiana und einmal zum All-American gewählt.

### Spielerlaufbahn

#### Collegekarriere
Nach seinem Schulabschluss im Jahr 1954 erhielt Alex Karras ein Stipendium an der University of Iowa. Er spielte dort von 1955 bis 1957 für die Iowa Hawkeyes als Tackle College Football. Im Jahr 1957 gewann er mit seinem Team den Rose Bowl gegen die Mannschaft der Oregon State University mit 35:19. Karras wurde 1956 und 1957 zum All-American gewählt und erhielt im Jahr 1957 die Outland Trophy, die Auszeichnung für den besten Defensive-Line- oder Offensive-Line-Spieler des Landes. Sein College zeichnete ihn für seine sportlichen Leistungen zweimal aus.

#### Profikarriere
Alex Karras wurde im Jahr 1958 von den Detroit Lions in der ersten Runde an zehnter Stelle gedraftet. Die Lions waren wenige Jahre zuvor eines der Spitzenteams in der NFL und hatten noch zahlreiche spätere Mitglieder der Pro Football Hall of Fame wie Bobby Layne, Yale Lary oder Lou Creekmur in ihren Reihen. Auch mit Alex Karras konnte das Team nicht mehr an frühere Erfolge anknüpfen. Erst im letzten Spieljahr von Karras gelang es den Lions unter Trainer Joe Schmidt in die Play-offs einzuziehen, wo man sich aber vorzeitig den Dallas Cowboys mit 5:0 geschlagen geben musste. Während der Saison 1970 hatte Karras eine Knieverletzung erlitten. Er machte danach die Vorbereitung der Lions für die Saison 1971 noch mit, allerdings waren seine Leistungen nicht überzeugend. Karras wurde daraufhin entlassen und entschloss sich seine Spielerlaufbahn zu beenden.
Karras Spielerlaufbahn verlief nicht ohne Skandale und Gegensätze. Im Jahr 1957 unmittelbar nach seinem Collegeabschluss unterschrieb er einen Vertrag als Pro-Wrestler. Als Wrestler war er sechs Monate lang tätig, was ihm ein Salär von 25.000 US-Dollar einbrachte. Auch im Jahr 1963 trat er als Wrestler in Erscheinung. Zusammen mit Paul Hornung sperrte ihn die NFL für ein Spieljahr, nachdem bekannt geworden war, dass er auf den Ausgang von NFL-Spielen Wetten abgeschlossen hatte, was nach den Statuten der Liga schon damals verboten war. Während seiner Spielzeit in Detroit stand er mehrfach kurz vor einem Vereinswechsel, welcher allerdings nie vollzogen wurde.

### Laufbahn als Moderator und Schauspieler
Bereits während seiner Zeit als aktiver Footballspieler trat Alex Karras als Schauspieler in Erscheinung. Im Film Papierlöwe spielte er sich selbst. Ab 1969 trat er regelmäßig in Fernsehserien und Filmen auf. Bei Dreharbeiten lernte er auch seine zweite Frau, die Schauspielerin Susan Clark, kennen. Zeitgleich zu seiner Tätigkeit als Schauspieler arbeitete Karras von 1974 bis 1976 auch für den US-amerikanischen Fernsehsender American Broadcasting Company (ABC) als Sportmoderator bei der Übertragung der Monday-Night-Football-Spiele. Im Jahr 1998 zog sich Karras auch aus dem Filmgeschäft zurück. Er lebte später in South Carolina und betrieb in Surfside Beach eine Eisdiele. Er war Vater von fünf Kindern aus seiner ersten Ehe und von einem Kind mit Susan Clark. Alex Karras erkrankte in seinen letzten Lebensjahren an Demenz. Sein Leichnam wurde verbrannt, die Asche erhielt seine Familie.

## Filmografie

### Fernsehen
- 1969: Daniel Boone (Fernsehserie)
- 1973: Männerwirtschaft (Fernsehserie)
- 1974: McMillan & Wife
- 1974: M*A*S*H (Fernsehserie)
- 1978: Colorado Saga (Fernsehreihe)
- 1983: Webster (Fernsehserie)
- 1995: Fudge (Fernsehserie)

### Kino
- 1974: Der wilde wilde Westen (Blazing Saddles)
- 1978: FM
- 1980: Der Tag, an dem die Welt unterging (When Time Ran Out...)
- 1982: Maid in America
- 1982: Porky’s
- 1982: Victor/Victoria
- 1984: Gegen jede Chance (Against All Odds)
- 1998: Buffalo ’66

## Ehrungen
Alex Karras spielte viermal im Pro Bowl, wurde neunmal zum All-Pro gewählt und ist Mitglied im NFL 1960s All-Decade Team, in der College Football Hall of Fame, in der Iowa Sports Hall of Fame und in der Michigan Sports Hall of Fame, sowie in der Indiana Football Hall of Fame. Seit 2018 ehren ihn die Detroit Lions im Ford Field auf dem Detroit Lions Ring of Honor, im Jahr 2020 erfolgte die Wahl in die Pro Football Hall of Fame.